# Die (ミュージシャン)
Die（だい、1974年12月20日 - ）は、DIR EN GREYのギタリスト。Decaysのボーカリスト、ギタリスト、作曲家。三重県出身。血液型はB型。身長177cm。

## 略歴
中学時代に、友人から「聴いてみてよ」と差し出されたBUCK-TICKのアルバム『悪の華』でロックの道に目覚める。ギターを始めた経緯は、高校時代に先輩がZIGGYを演奏した事から始まる。高校卒業後は進学し、三重の実家から大阪の専門学校に通っていた。その後中退して大阪へ移住し、20歳の時にKa・za・riと言うバンドに加入。1995年12月、Toshiyaを除く現DIR EN GREYのメンバーで、La:Sadie'sを結成。1997年、La:Sadie's解散。同年、DIR EN GREYを結成。1999年にメジャー・デビュー。2015年　新しいバンドプロジェクトDECAYSを発表。ギターとボーカルを担当している。

## 音楽性

### ギタースタイル
ライブでは、上手（かみて）ポジションに立つ。DIR EN GREY内では特に決めてはいないが、リードギター担当である。しかし、曲によっては薫と逆になっている場合もある。
ギタープレイの特徴としては、バンド初期から一貫してカッティング奏法を多用している。
テンションコードを好み、自身が作曲する曲やフレージングに多く取り入れられている。
薫とは対照的に、左腕はほとんど伸びきった状態で、右手は肘から腕を動かすダイナミックな演奏スタイルである。
テクニカルなプレイも多いため、ライブでは薫、Toshiya程は頭を振らない。しかし、そのようなプレイが無いときには、やはりヘッドバンギングを行う。
ストラップを極端に長くしているためか、ライブ中にストラップが外れたこともある。ちなみに、最近ではストラップも赤く、そのストラップの長さは160cmとかなり長め。

### 作曲スタイル
DIR EN GREY全員が作曲を行う中で、メロディアスな楽曲を作ることを得意としている。逆にシャウト系は苦手、と自らラジオで打ち明けたことがある。

## 人物
- 中学生の時に「目が（BUCK-TICKのボーカルである）櫻井敦司に似ている」と言われたことがある[1]。

## 使用ギター
- ESP DDT

Dieの初期のメインギターでテレキャスタイプだがボディー材がキルトメイプルでPUはEMG SAを搭載。
初期からアルバム「鬼葬」辺りまでメインで使用しており、それ以降もシングルコイルの曲を演奏する時は用いられている。
- ESP DR

2002年辺りから使用されているDieのオリジナルデザインによる実質のシグネィチャーモデル。
アルダーボディにDuncan(SH-1 SH-6)PUを搭載し、ダウンチューニングに対応する為にスーパーロングスケールのネックを採用。

## メディア出演
- 高見沢俊彦の美味しい音楽 美しいメシ（2025年5月30日、BS朝日）[4][5]